# Jack Foley (artista de efectos de sonido)
Jack Donovan Foley (n. el 12 de abril de 1891, en Yorkville, Nueva York - f. el 9 de noviembre de 1967 en Los Ángeles, California) fue el creador de muchas técnicas de efectos de sonido utilizadas en el cine. Se le atribuye la invención del método para añadir a las películas efectos de sonido tales como pasos, movimiento de ropa y todos aquellos sonidos producidos por una acción humana. En consecuencia, las personas que participan en este proceso llamado Efecto de sala o Foley se les llama artistas sala o artistas foley. Su rol fundamental en el desarrollo del efecto de sala, queda registrado en el libro editado en 2009: The Foley Grail. En lugar de utilizar sonidos genéricos pregrabados, los procesos de sala implican la creación de sonidos en tiempo real, sincronizado con las producciones individuales para darles un toque más realista.
En 1914, Jack Foley y Beatrice, su esposa, se mudaron de su natal Coney Island a Santa Mónica, California, y luego a Bishop. Foley empezó a trabajar en una ferretería local, en donde se interesa en el teatro y escribe artículos para un periódico local. Cuando los agricultores vendieron sus tierras a la ciudad de Los Ángeles por los derechos del agua, Foley se dio cuenta de que necesitaba una nueva fuente de ingresos.
Foley sabía que en Los Ángeles, el negocio cinematográfico estaba en auge, por lo que convenció a varios jefes de los estudios para filmar las películas del Oeste o westerns en la ciudad de Bishop y trabajó como doble de riesgo. Participó como guionista en algunas producciones de la Universal, que comenzó a preparar una película sonora con Foley y otros voluntarios al ver el éxito de El cantor de jazz (1927) de la Warner Bros. Desde entonces trabajó en el sonido de numerosas películas como Melody of Love (Melodía de amor, 1928), Show Boat (1929), Dracula (1931), Dat Ol' Ribber, Espartaco (1960), y Operation Petticoat (Operación Pacífico, 1959).
Jack Foley obtuvo varios premios, incluyendo el premio Golden Reel Award.